# Lüterswil-Gächliwil
Lüterswil-Gächliwil é uma comuna da Suíça, situada no distrito de Bucheggberg, no cantão de Soleura. Tem 3,09 km² de área e sua população em 2018 foi estimada em 322 habitantes.